# Ibra Kébé
Ali Ibrahim Baye Kébé – noto semplicemente come Ibra Kébé – (Thiès, 29 dicembre 1978) è un ex calciatore senegalese, di ruolo difensore.

## Caratteristiche tecniche
Terzino sinistro, può svolgere anche il ruolo di difensore centrale o quello di mediano.

## Carriera
Ha giocato per buona parte della sua carriera in Russia.Si è ritirato nel 2015.

## Palmarès

### Club

#### Competizioni nazionali
- Campionato senegalese: 2

Jeanne d'Arc: 1999, 2001
- Senegal Assemblée Nationale Cup: 1

Jeanne d'Arc: 2001
- Campionato russo: 1

Spartak Mosca: 2001
- Coppa di Russia: 1

Spartak Mosca: 2002-2003

#### Competizioni internazionali
- Coppa dei Campioni della CSI: 1

Spartak Mosca: 2002